# Jolanta Kwaśniewska

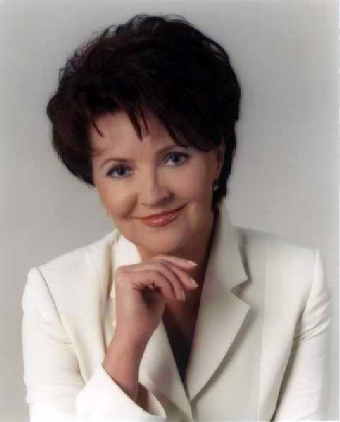
Jolanta Kwaśniewska

Jolanta Kwaśniewska (* 3. Juni 1955 in Danzig/polnisch Gdańsk als Jolanta Konty) ist eine polnische Anwältin. 

## Leben
Während ihrer Studienzeit auf der Universität Danzig war sie Obfrau der Sozialistischen Union Polnischer Studenten, wo auch ihr späterer Ehemann tätig war.
Ihr Gatte Aleksander Kwaśniewski, den sie im November 1979 heiratete, war von 1995 bis ins Jahr 2005 Präsident Polens.
Im Jahre 1997 gründete sie die Wohltätigkeitsorganisation Porozumienie bez barier, welche sich um kranke oder behinderte Kinder kümmert. Ebenso war sie Moderatorin des vor allem an Frauen gerichteten Senders TVN Style.
Sie hat eine Tochter.
Im Jahre 2003 nährte die Presse Gerüchte, sie wolle als Nachfolgerin ihres Gatten bei den Präsidentschaftswahlen 2005 antreten. Obgleich sie gute Umfragewerte erreichte, entschloss sie sich Ende 2004, nicht zu kandidieren.

## Ehrungen
- Orden des Lächelns (1998)
- Orden de Isabel la Católica (2001)
- Orden der Edlen Krone (2002)
- National Order of Merit (2002)
- Großkreuz des  Verdienstordens der Bundesrepublik Deutschland (6. März 2002)[1]